# Elitserien i innebandy för herrar 2003/2004
Elitserien i innebandy för herrar 2003/2004 var Sveriges högsta division i innebandy för herrar säsongen 2003/2004. Grundserien bestod av 16 lag och 30 omgångar, varav de åtta bästa lagen gick vidare till SM-slutspelet. På grund av att Elitserien skulle skäras ned till 12 lag flyttades de fyra lagen som var på placering 13 till 16 ned till Division 1. Lag 11 och 12 var tvungna att kvala. Balrog IK vann SM, efter en finalseger mot AIK. Balrog vann även grundserien.
Det gavs tre poäng för vinst. Vid oavgjort efter full ordinarie tid fick båda lagen en poäng och matchen gick till sudden death. Om matchen avgjordes i sudden death fick det vinnande laget ytterligare en poäng, det vill säga totalt två poäng. För förlust gavs ingen poäng.

## Tabell
Plac. = Placering, S = Spelade, V = Vinster, O = Oavgjorda, F = Förluster, VÖ = Vinster på övertid, +/- = Gjorda mål - Insläppta mål, MSK = Målskillnad, P = Poäng
1 FC Helsingborg hette säsongen 2002/2003 Högaborg BK.
|  |                             |
|  | Till slutspel               |
|  | Till nedflyttningskval      |
|  | Nedflyttade till Division 1 |

Balrog, Jönköping, AIK, Storvreta, Warberg, Pixbo, Haninge och Södertälje gick vidare till slutspel. Järfälla och Dalen fick inte spela slutspel men fick fortsätta att spela i Elitserien 2004/2005. Helsingborg och Råsunda gick till kvalspel för att få fortsätta i Elitserien. Älvstranden, Skellefteå, Finspång och RBK Göteborg flyttades ner utan kvalspel.

## Slutspel
Noterbart i slutspelet är att serietvåan Jönköpings IK åkte ut redan i kvartsfinalerna mot Haninge IBK efter förlust med 3-2 i matcher. Seriettan Balrog IK och AIK gick vidare efter segrar mot Södertälje IBK (åtta i grundserien) respektive Warbergs IC 85 (femma i grundserien). Storvreta IBK, som kom fyra i grundserien, vann med 3-1 i matcher mot seriesexan Pixbo Wallenstam IBK. I semifinalerna vann Balrog mot Storvreta med 3-1 i matcher och AIK vann över Haninge med 3-2 i matcher. Det var då första gången AIK var i SM-final, som de dock förlorade mot Balrog med 6-5. De senare blev då svenska mästare för tredje gången.

### Kvartsfinaler
- Balrog IK - Södertälje IBK 3-0 i matcher: 11-2, 4-3, 10-4
- Storvreta IBK - Pixbo Wallenstam IBK 3-1 i matcher: 7-1, 1-3, 7-3, 8-7(sd)
- AIK - Warbergs IC 85 3-2 i matcher: 4-5, 4-3, 6-5(sd), 4-9, 6-1
- Jönköpings IK - Haninge IBK 2-3 i matcher: 2-3, 5-4(sd), 4-1, 3-4, 3-7

### Semifinaler
- Balrog IK - Storvreta IBK 3-1 i matcher: 7-3, 4-2, 4-9, 7-2
- AIK - Haninge IBK 3-2 i matcher: 4-5(sd), 6-4, 6-1, 4-5, 4-3

### SM-final
SM-finalen spelades i Hovet i Stockholm den 17 april 2004 klockan 15:30 inför 8 064 åskådare. Det var andra gången SM-finalen spelades på Hovet. De två finallagen var grundserievinnaren Balrog IK som hade slagit ut Södertälje IBK och Storvreta IBK, samt AIK (för första gången i SM-final) som hade slagit Warbergs IC 85 och Haninge IBK på vägen till finalen.
Matchen räknas som en av världens bästa innebandymatcher någonsin. Den började med att Balrog ledde med 2-0 efter bara fyra minuter i första perioden, efter att ha gjort ledningsmålet 17 sekunder in i perioden. Resultatet stod sig matchen ut och i den andra perioden stod det länge 2-0, men med mindre än tre minuter kvar av perioden gjorde Balrog 3-0. I den tredje och sista perioden blev det snabbt 1-3, men bara någon minut efter kunde Balrog göra 4-1 och såg ut att ha avgjort finalen. Då påbörjades en vändning då AIK gjorde 4 mål på tio minuter och ledde med 5-4 efter 14 minuter (av 20) av den tredje perioden. Balrog kunde dock kvittera till 5-5 med 83 sekunder kvar och kunde göra 6-5 med endast 12 sekunder kvar. Med 1 sekund kvar hade AIK ett avslut mot mål som dock inte gick in.
Under hela matchen blev det totalt 5 utvisningar, varav 4 tilldelades Balrog och 1 tilldelades AIK. Endast ett powerplay-mål gjordes och det av Balrog på AIK:s enda utvisning. Detta powerplay-mål var dock ett självmål, men eftersom självmål inte finns i innebandy, tillskrivs det Balrogspelaren Christian Hellström.
|  | 17 april, 2004 15:30 CEST | Balrog                                                                             | 6–5 (2–0, 1–0, 3–5) | AIK                                                                          | Hovet, Stockholm Publik: 8 064 |  |
|  |                           | Hellström 0:17 Grane 3:59 Dalbjer 37:38 Hellström 43:55 Brottman 58:37 Grane 59:48 |                     | 42:45 Ericson 44:40 Kranberg 51:45 Ericson 52:32 Vesterlund 54:10 Vesterlund |                                |  |
|  |                           |                                                                                    |                     |                                                                              |                                |  |
|  |                           |                                                                                    |                     |                                                                              |                                |  |

## Kvalspel
FC Helsingborg och Råsunda IS fick spela kvalspel på grund av sin 11:e respektive 12:e plats i Elitserien. I kvalspelet mötte man vinnarna från de fyra Division 1-serierna, vilka var Örnsköldsviks SK, IBF Falun, Västerås IBF och Röke IBK. Från kvalspelet fick Helsingborg och Falun spela i Elitserien 2004/2005, medan Finspång flyttades ner till Division 1.

## Upp- och nedflyttning

### Inför 2003/2004
Säsongen 2002/2003 flyttades Hudik/Björkberg IBK och Högdalens AIS ned till Division 1. IBF Älvstranden och Örnsköldsviks SK gick till kvalspel där Älvstranden klarade sig kvar i Elitserien. Detta innebar att tre lag i Elitserien säsongen 2003/2004 var nykomlingar. Dessa var RBK Göteborg, Råsunda IS och Södertälje IBK. Av dessa klarade sig endast Södertälje IBK kvar till säsongen 2004/2005 - de hamnade på åttonde plats och gick till slutspel. Noterbart är även att FC Helsingborg säsongen innan hette Högaborg BK.

### Inför 2004/2005
Elitserien 2004/2005 hade endast 12 lag vilket innebar att färre lag skulle få chansen att avancera till Elitserien säsongen 2003/2004. Från Elitserien flyttades hela fyra lag ned, men inget lag ersatte dessa direkt. Istället gick de fyra Division 1-vinnarna till en kvalserie mot lag 11 och 12 i Elitserien. De lag som flyttades ner var IBF Älvstranden, Skellefteå IBK, Finspångs IBK och RBK Göteborg (nykomlingar för säsongen 2003/2004). Till kvalserien gick Råsunda IS och FC Helsingborg (den förstnämnda nykomlingar för säsongen 2003/2004) där endast FC Helsingborg klarade sig kvar. Råsundas plats togs av IBF Falun.